# ふるさと愉快亭 小朝が参りました
『ふるさと愉快亭 小朝が参りました』（ふるさとゆかいてい こあさがまいりました）は、1994年4月16日から1998年3月15日までNHK総合テレビで放送されたテレビ番組である。

## 概要
100歳の老人と春風亭小朝による「小朝の面白対談」を中心に、小朝による「落語」、落語家5人衆による「諸国漫遊塾」、各地の話題を紹介する「外から見れば」などによって構成された公開放送形式のトークバラエティ番組であった。「笑点」の大喜利のようなコーナーもあった。
最後は「百歳体操」という、小朝の歌う独自の体操で締めた。曲中にはラジオ体操やラプソディー・イン・ブルーのモチーフがみられた。振り付けはラッキィ池田が担当した。
開始前の1994年1月4日に同番組名でパイロット版が放送されている。

## 放送時間
- 土曜 20時 - 20時44分（1994年4月 - 1995年3月）
- 日曜 13時30時 - 14時14分（1995年4月 - 1998年3月）

## 出演者
- 春風亭小朝
- 春風亭勢朝（1994年度）
- 林家たい平（1994年度 - ）
- 三遊亭金時（1994年度）
- 立川志雲（1994年度）
- 春風亭あさ市（1994年度）
- 三笑亭夢之助（1995年度 - ）
- 柳家花緑（1995年度 - ）
- 桂あやめ（1995年度）
- 桂三木助（1995年度 - ）
- 桂竹丸（1996年度 - ）
- 柳家喬太郎（1996年度 - ）